# Susan Hampshire
Susan Hampshire, Lady Kulukundis (Londen, 12 mei 1937) is een Brits actrice.
Hampshire is vooral bekend vanwege haar werk in televisieseries, zoals The Forsyte Saga, The First Churchills en Monarch of the Glen. Voor haar spel ontving ze drie Emmy Awards.
Naast haar acteerwerk maakt Hampshire zich sterk voor oplossing van problemen rond dyslexie, een aandoening waaraan zij ook lijdt. In 1995 werd zij benoemd tot Officier in de Orde van het Britse Rijk voor haar werk in dit kader.
Hampshire was van 1967 tot 1974 gehuwd met Pierre Granier-Deferre, een Frans  filmproducer, met wie ze een zoon en een dochter heeft. Van 1981 tot zijn dood in 2021 was zij getrouwd met theaterimpresario Sir Eddie Kulukundis.

## Televisie
- The Forsyte Saga (als Fleur) (1967)
- The First Churchills (als Sarah Churchill, hertogin van Marlborough) (1969)
- The Pallisers (als Lady Glencora) (1974)
- The Grand (als Miss Harkness) (1997-1998)
- Nancherrow (1999)
- Monarch of the Glen (als Molly) (2000-2005)

- Bibsys: 6039838
- Biblioteca Nacional de España: XX1721401
- Bibliothèque nationale de France: cb14049797v (data)
- Gemeinsame Normdatei: 1061249263
- International Standard Name Identifier: 0000 0000 6333 5896
- Library of Congress Control Number: n82096730
- Bibliotheek van het Japanse parlement: 00467874
- Nationale bibliotheek van Australië: 36529153
- Nederlandse Thesaurus van Auteursnamen: 072092084
- Trove: 1274779
- Virtual International Authority File: 1358065
- WorldCat: E39PBJqBvq6BFjQxYh8Whh9FKd